# Cirkuskunster
Cirkuskunster er en række aktiviteter som traditionelt har været brugt som en form for underholdning i cirkus, gadegøgl eller varieté- eller underholdningsshows fra scene eller direkte blandt publikum .
Mange cirkuskunster bliver praktiseret professionelt i dag, men er der også mange ikke-artister som praktiserer dem som en hobby i forskellige sammenhænge. Mange børn og unge arbejder med cirkus i forskellig udstrækning, eksempelvis som del af deres arbejde i fritidsklub, eller lignende (eksempelvis Cirkus Kæphøj og Cirkus Tværs).
Note: Mange kunster/redskaber har ikke danske ord, her er brugt de engelske/internationale ord med dansk oversættelse i parentes

## Prop Manipulation
- Cigar boks
- Djævlepind
- Diabolo eller Djævlespil
- Hattemanipulation
- Ilddans
- Jonglering (bolde, kegler, ringe, etc)
- Knivkastning
- Kontakt jonglering
- Lasso
- Svingkegler
- Tallerkener
- Poi Svingning
- Pisk

## Balancering
- Chinese pole ("Kinesisk pæl")
- Fritstående stige
- German Wheel ("tyskerhjul")
- Korean Board ("koreansk bræt")
- Linedans
- Slapline
- Rola Bola
- Roman Ladders ("Romersk stige")
- Russian Bar ("Russisk barre")
- Stole
- Styltegang

## Cykelakrobatik
- Cykel
- Unicykel/Ethjulet cykel
  - Ultimate wheel (Ultimativt hjul)
  - Giraf unicykel
  - Munis
  - Impossible wheel (Umulighjul) (også kendt som et BC hjul)

## Luftakrobatik
- Trapez
  - Statisk Trapez
  - Sving Trapeze
  - Flyvende Trapez
  - Multi Trapez
    - Dobbel Trapez
    - Tribbel Trapez
    - Tripez
    - Quatrapez

  - Fransk Trapez
  - Bungee Trapez
  - Washington Trapez
- Danish pole (Dansk pæl)
- Silketørklæder
- Corde lisse (Reb)
- Ringe
- Bungee

## Akrobatik
- Akrobalance
  - Adagio
  - Parakrobatik
  - Hånd-til-hånd balance
  - Icarian Games
- Akrobatik
  - Håndstand
  - Tumbling
  - Hoop Diving
  - Vippe
  - Trampolin
- Contortionism
- Sjippetorv
- Hulahopring

## Klovn
- Klovn
- Klovne Make-up
- Magi
- Mimer
- Fysisk komedie
- Dukketeater
- Scenekamp
- Bugtaler

## Vovehals
- Menneskelig kanonkugle
- Dødsglobe

## Dyrekunster
- Loppecirkus
- Slangetæmmer
- Hestedressur
- Dresserede hunde

## Side Show tricks
- Ildpustning
- Ildspisning
- Ilddans
- Sabelsluger
- Sømmåtte
- Stærk mand
- Knivkast
- Illusioner
- Glasspisning
- Elektrisk nummer
- Freakshow
  - Tatoverede mennesker
  - Dværge
  - den fede dame
  - Den skægede dame